# Керкинитида
Керкинитида (Каркинитида, др.-греч. Κερκινίτις) — древнегреческий город, существовавший с начала V века до н. э. по конец II века до н. э. на западе Крымского полуострова на месте нынешней Евпатории. Городище Керкинитиды находится на мысе Карантинный на территории Центрального детского клинического санатория, ранее принадлежавшего Министерству обороны СССР.

## История
В конце VI века до н. э. переселенцы из Ионии, одной из древнегреческих областей, облюбовали уютную гавань Каламитского залива и основали поселение под названием «Керкинитида».
Существуют две версии происхождения названия города:
- от имени «Каркин», который, возможно, был основателем и первым управителем («койкистой») колонии
- от греческого слова «каркинос» — рак.

Греческий город Керкинитида, наряду с другими греческими колониями по северному побережью Чёрного моря.

До конца IV века до н. э. город существовал как самостоятельное государство и вел обширную торговлю со многими городами античного мира, о чём свидетельствуют археологические находки амфор (остродонных сосудов для перевозки жидких и сыпучих продуктов) с клеймами крупных древнегреческих центров: Ольвии, Херсонеса, Гераклеи, Синопы, островов Родос и Хиос.
Жители Керкинитиды занимались рыболовством, виноделием, выращивали зерновые культуры. Земельные наделы горожан простирались от стен города до берегов озера Мойнаки. Горожане вели торговлю с кочевыми племенами скифов, которые занимались скотоводством.
В конце IV века до н. э. город попадает в зависимость к Херсонесскому государству. В то же время перестраиваются и укрепляются оборонительные стены города. Горожане строят новые дома, в основном из 2-4 комнат, но встречаются и более просторные, из 5-6 комнат. Были и двухэтажные дома, нижний этаж которых был сложен из известковых блоков, а верхний из сырцового кирпича. Крыши домов были покрыты черепицей.
В III веке до н. э. город процветает. Наряду с херсонесской монетой Керкинитида чеканит и свою. Некоторые экземпляры этих монет представлены в Евпаторийском краеведческом музее (ул. Дувановская,11). Население города в тот период составляло около 2-х тысяч человек, заселявших 220—230 домов.
В середине II века до н. э. город захватывают скифы. Они построили к тому времени несколько городов и укреплений в предгорной части Крыма и создали собственное государство со столицей — городом Неаполь (в центре современного Симферополя). Скифы вели торговлю с греческими колонистами, но для самостоятельной торговли скифам были необходимы свои порты. Удобная гавань Керкинитиды как нельзя лучше подходила для этой цели. Захватив город, скифы полностью разбирают крепостные стены, разрушают жилые постройки, камень которых используют для своих строений. Не в силах одолеть скифов самостоятельно, греки обратились за помощью к понтийскому царю Митридату VI Евпатору, который прислал херсонеситам на помощь войско во главе с полководцем Диофантом. Скифы тоже нашли себе союзников — племя роксолан, имевшее 50 тысяч воинов. Однако это огромное войско не смогло устоять против 6 тысяч воинов Диофанта. Диофант со своим войском освободил Керкинитиду и другие города и укрепления херсонеситов, захваченные ранее скифами. Далее войско Диофанта продвинулось вглубь полуострова и захватило крепость скифов Хабеи и столицу Неаполь Скифский, нанеся им серьёзные разрушения. Жители Керкинитиды, укрывшиеся во время войны за стенами Херсонеса, так и не вернулись в свой разорённый и разрушенный город.
Возможно скифское поселение и существовало некоторое время на территории Керкинитиды, но беспрерывные войны и внутренние противоречия подтачивали Скифию. В IV в. н. э. в Крым ворвались орды гуннов и окончательно смели остатки ещё теплившейся цивилизации.

## Упоминания современников о Керкинитиде
- Гекатей из Милета, «Описание земли». (Конец VI века до н. э.): «Каркинитида — город скифский.»
- Геродот. «История». (Середина V века до н. э.): «От Истра идёт уже древняя Скифия, лежащая до города, называемого Каркинитидой.»
- Арриан. «Плавание вокруг Чёрного моря». (II век н. э.): «… от Херсонеса до Керкинитиды 600 стадиев, а от Керкинитиды до Прекрасной гавани, также скифской, ещё 700.»